# 오픈 소스 하드웨어

OSHWA가 제안한 오픈 소스 하드웨어 로고.

오픈 소스 하드웨어(영어: open-source hardware)는 오픈 소스 문화의 일부로 다음과 같은 것을 가리키는 말이다.
- 해당 제품과 똑같은 모양 및 기능을 가진 제품을 만드는 데 필요한 모든 것(회로도, 자재 명세서, 인쇄 회로 기판 도면 등)을 대중에게 공개한 전자제품
- 하드웨어 기술 언어가 대중에게 공개된 프로그래머블 논리 소자

## 사용권
오픈 소스 하드웨어는 제작자가 독자적으로 만든 사용권이 적용되는 하드웨어와 이미 있는 오픈 소스 소프트웨어 사용권이 적용되는 하드웨어로 나뉜다.
한편 오픈소스 소프트웨어처럼 GNU GPL, MIT 라이선스뿐만 아니라 크리에이티브 커먼즈 라이선스등 오픈소스 계열의 다양한 라이선스가 사용되고 있다.

## 같이 보기
- 아마추어 무선
- 아마추어 텔레비전
- 전자 설계 자동화
- 국경 없는 기술자 모임
- 프리캐드
- 자유 콘텐츠
- 자유 소프트웨어
- 홈브루 컴퓨터 클럽
- 오픈 캐스케이드
- 오픈 콘텐츠
- 공개 설계
- 오픈기어
- 오픈 소스
- 오픈 소스 소프트웨어